# Sporting Kansas City
Sporting Kansas City er en amerikansk fodboldklub i Kansas City, der spiller i den amerikanske liga MLS Western Conference. Klubben har tidligere haft navnet Kansas City Wizards.
Tidligere har de danske angribere Miklos Molnar og Ronnie Ekelund spillet for klubben. I dag hedder klubbens danske islæt Jimmy Nielsen. Målmanden skiftede i vinteren 2010 fra Vejle Boldklub til den amerikanske liga.